# Joan Rosazza
Joan Ann Rosazza (* 19. Mai 1937 in Torrington, Connecticut) ist eine ehemalige Schwimmerin aus den Vereinigten Staaten. Sie gewann bei den Olympischen Spielen 1956 eine Silbermedaille.

## Sportliche Karriere
Joan Rosazza begann bei der Connecticut Women’s Swim League, schwamm dann für die Purdue University und später für den Lafayette Swim Club in Indiana.
Bei den Olympischen Spielen 1956 in Melbourne war Joan Rosazza über 100 Meter Freistil die beste Nicht-Australierin und belegte den vierten Platz mit einer Zehntelsekunde Rückstand auf Faith Leech. Die 4-mal-100-Meter-Freistilstaffel der Vereinigten Staaten erreichte in der Besetzung Betty Brey, Nancy Simons, Kay Knapp und Marley Shriver den Endlauf. Im Finale schwammen Sylvia Ruuska, Shelley Mann, Nancy Simons und Joan Rosazza auf den zweiten Platz hinter der australischen Staffel. Schwimmerinnen, die nur im Vorlauf eingesetzt wurden, erhielten nach den bis 1980 gültigen Regeln keine Medaillen.
Nach ihrer Graduierung an der Purdue University besuchte Joan Rosazza das Boston College und schloss dort mit einem Master in Psychologie ab. Sie war nach ihrem Studium Lehrerin an der Winchester High School und an der Concord-Carlisle High School.
In manchen Quellen wird Joan Rosazza als Joan Alderson-Rosazza bezeichnet. Laut der Olympedia sind Joan Rosazza und Jody Alderson zwei verschiedene Schwimmerinnen.